# Turbomeca Artouste
El Turbomeca Artouste fue un motor turboeje francés desarrollado en el año 1947. En 1950 Artouste era el mayor pionero del mundo en los motores turboejes. Esto hizo posible el Sud-Aviation (más tarde se convertiría en Aérospatiale) Alouette, el primer motor turboeje producido en masa en el mundo. El motor pronto se desarrolló se mejoró incorporándole el compresor axial y tres escalones de turbina. Gran número de Artouste II y Artouste III todavía están en operativo

## Versiones

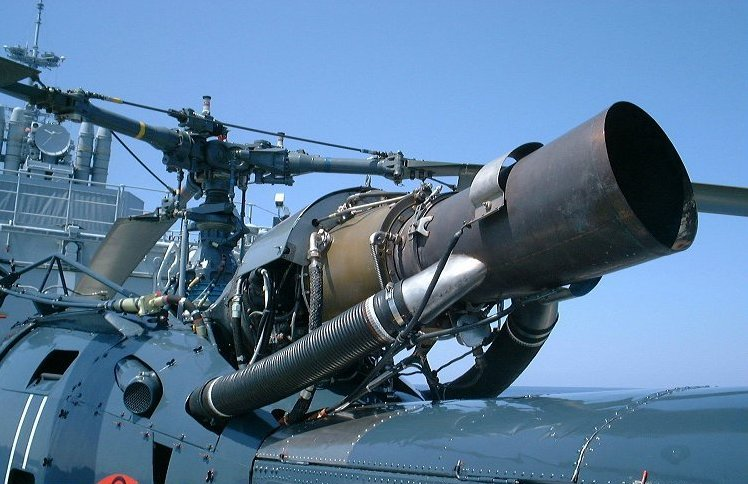
Turbomeca Artouste en un Alouette III.

- Artouste IIC: Incorporado en el SE 313B Alouette II, voló por primera vez el 12 de marzo de 1955 y fue certificado para volar el 2 de mayo de 1957. Se fabricaron hasta 1964, contabilizando un total de 1445 unidades, sin contabilizar los fabricados bajo licencia por HAL en India y por Blackburn y Bristol Siddeley, quien más tarde se convertiría en Rolls Royce.
- Artouste III: Es una versión mejorada que se instaló en todas las series de helicópteros Aérospatiale SA 315B Lama y SA 316B Alouette III. Se fabricaron bajo licencia motores en India, bajo la compañía HAL para incorporarlos a los helicópteros Cheetah

## Aplicaciones
- Aérospatiale Alouette II
- Aérospatiale Alouette III
- Aérospatiale SA 315B Lama
- Aerotécnica AC-14
- Handley Page Victor - como APU

## Características Técnicas[1]

### Tipo
Motor turboeje de un solo eje.

### Admisión
Fabricado en aluminio con una entrada de aire rectangular en un lado, y la salida del eje motor en la parte frontal

### Compresor
- Artouste II: Una etapa de compresor centrífugo simple y después etapas axiales. Gasto de 3,2 kg/s (7,05 lb/s). Relación de compresión de 3,88
- Artouste III: Una etapa axial seguida de una etapa centrífuga. Gasto de 4,3 kg/s (9,5 lb/s). Relación de compresión: en el III, 5,2; en el IIIB, 5,3.

### Cámara de combustión
Cámara de tipo anular inversa con un inyector centrífugo montado en el eje. Dos bujías.

### Turbina
- Artouste II: Dos etapas axiales con las palas integradas en el disco.
- Artouste III: Tres etapas axiales.

### Accesorios
Potencia para los mecanismos de aceite y combustible y un encendedor de 2,5 kW y un generador tacómetro.

### Tobera
Máxima temperatura de salida 500 °C.

### Combustible
AIR 3405, y en el II solamente petróleo para el encendido.

### Aceite
AIR 3512 o 3155A del tipo mineral.

### Dimensiones
- Longitud
  - II: 1440 mm
  - III: 1815 mm

- Ancho
  - II: 390 mm
  - III: 507 mm

- Altura
  - II: 545mm
  - III: 627mm

- Peso en seco
  - II: 115 kg
  - IIIB: 182 kg
  - IIID: 178 kg

## Actuaciones a nivel del mar (ISA)[2]

### T-O
- II: 395 kW a 34000 rpm
- IIIB: 420 kW a 33300 rpm

### Máximo de manera continua
- II: 358 kW a 34000 rpm
- IIIB, IIID: 405 kW a 33300 rpm

### Consumo específico de combustible
- II: 139 μg/J
- IIIB: 128,7 μg/J
- IIID: 126,2 μg/J